# Щепаньский, Ян (социолог)
Ян Щепа́нский (пол. Jan Szczepański; 14 сентября 1913 год, Устронь — 16 апреля 2004 год, Варшава, Польша) — польский социолог, профессор гуманитарных наук, преподаватель Лодзинского университета (ректор в годы с 1952 по 1956), член Польской академии наук. Его работы посвящены теории, истории социологии и исследованиям по трансформации социальной структуры.

## Биография
Окончил Познанский университет, где получил докторскую степень.
Во время оккупации был на принудительных работах в Германии.
С 1945 по 1970 год работал в Лодзинском университете. В 1951 году стал профессором этого университета и с 1952 по 1956 год был его ректором.
В 1966—1970 годы — президент Международной социологической ассоциации (ISA). В 1968—1970 годах был директором Института философии и социологии ПАН. В 1970 году стал действительным членом Польской академии наук, с 1972 года — членом Американской академии искусств и наук и с 1975 года — членом американской Национальной академии образования (National Academy of Education).
С 1971—1980 год — вице-президент Польской академии наук.
Делегат польского Сейма II, VI, VII и VIII каденций, руководитель Общественно-хозяйственного совета при Сейме (1982—1985). В 1974 году избран в совет Общества польско-советской дружбы.
С 1988—1990 год — член Совета охраны памяти борьбы и мученичества.

## Основные сочинения
- Интеллект и общество (пол.  Inteligencja i społeczeństwo, 1957);
- Социология. Вопросы развития и методы (пол. Socjologia. Rozwój problematyki i metod, 1961);
- Elementarne pojęcia socjologii (1963);
  - Элементарные понятия социологии. / Общ. ред. и послесл. акад. А. М. Румянцева. — Москва : Прогресс, 1969. — 237 с.
- Социологические аспекты высшего образования (пол. Socjologiczne zagadnienia wyższego wykształcenia, 1963);
- Соображения Республики (пол. Rozważania o Rzeczypospolitej, 1971);
- Отчет о состоянии образования (пол. Raport o stanie oświaty, 1973);
- Изменения в польском обществе в процессе индустриализации (пол. Zmiany społeczeństwa polskiego w procesie uprzemysłowienia, 1974);
- Человеческие дела (пол. Sprawy ludzkie, 1978);
- Потребление и человеческое развитие (пол. Konsumpcja a rozwój człowieka, 1981);
- Польша и вызовы будущего (пол. Polska wobec wyzwań przyszłości, 1987);
- Индивидуальность (пол. O indywidualności, 1988);
- Польская судьба (пол. Polskie losy, 1993);
- Видения нашего времени (пол. Wizje naszego czasu, 1995).

## Награды
- Большой Крест Ордена Возрождения Польши (1998)[3].
- Командор со звездой Ордена Возрождения Польши (1969)[4].
- Командор Ордена Возрождения Польши (1964)[5].
- Кавалер Ордена Возрождения Польши (1954)[6].
- Орден Строителей Народной Польши (1974).
- Командор ордена Британской империи (1977).
- Орден Улыбки.
- Почётный гражданин города Устронь.